# Babina Luka
Babina Luka (em cirílico: Бабина Лука) é uma vila da Sérvia localizada no município de Valjevo, pertencente ao distrito de Kolubara. A sua população era de 599 habitantes segundo o censo de 2011.

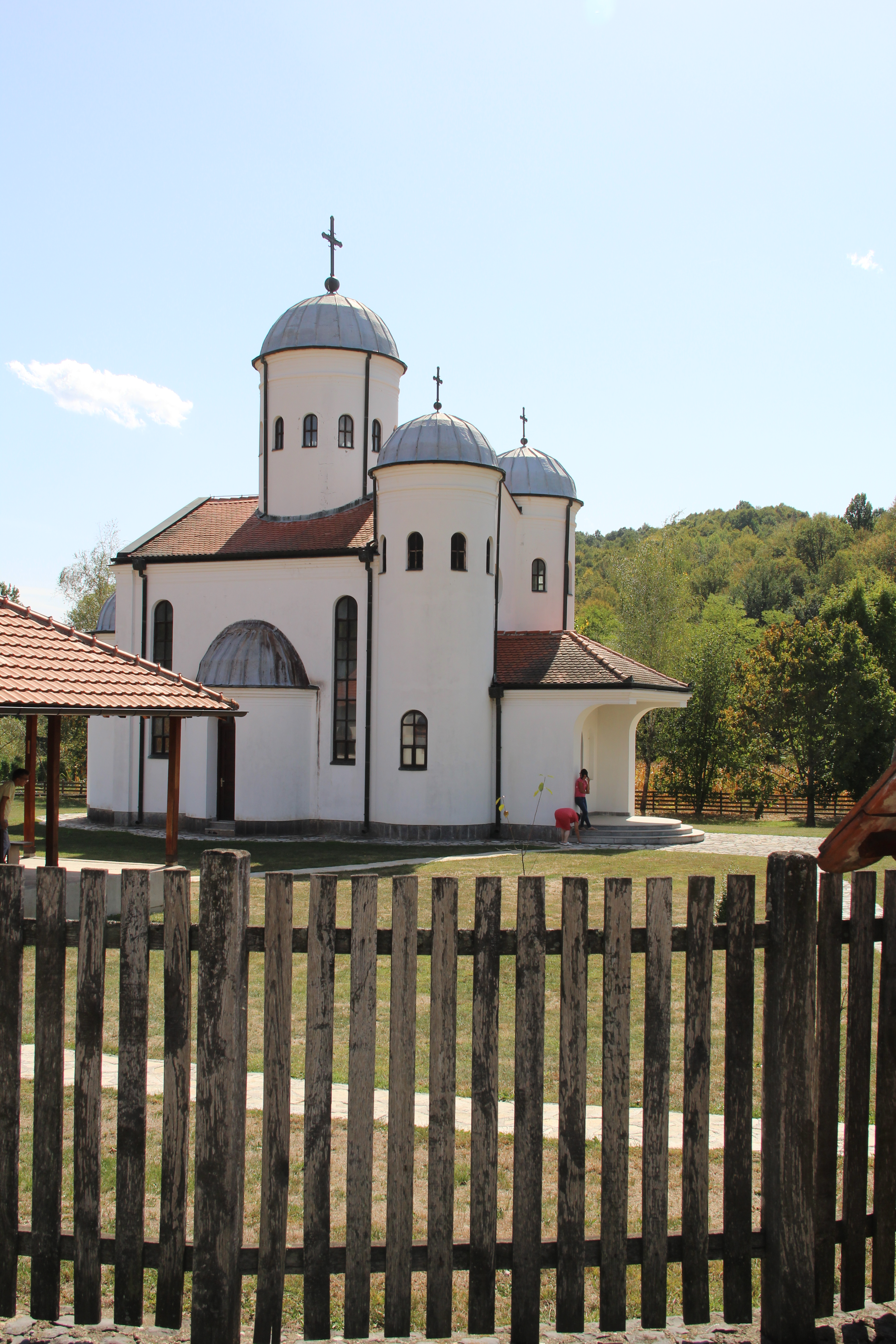
Babina Luka - cerkev
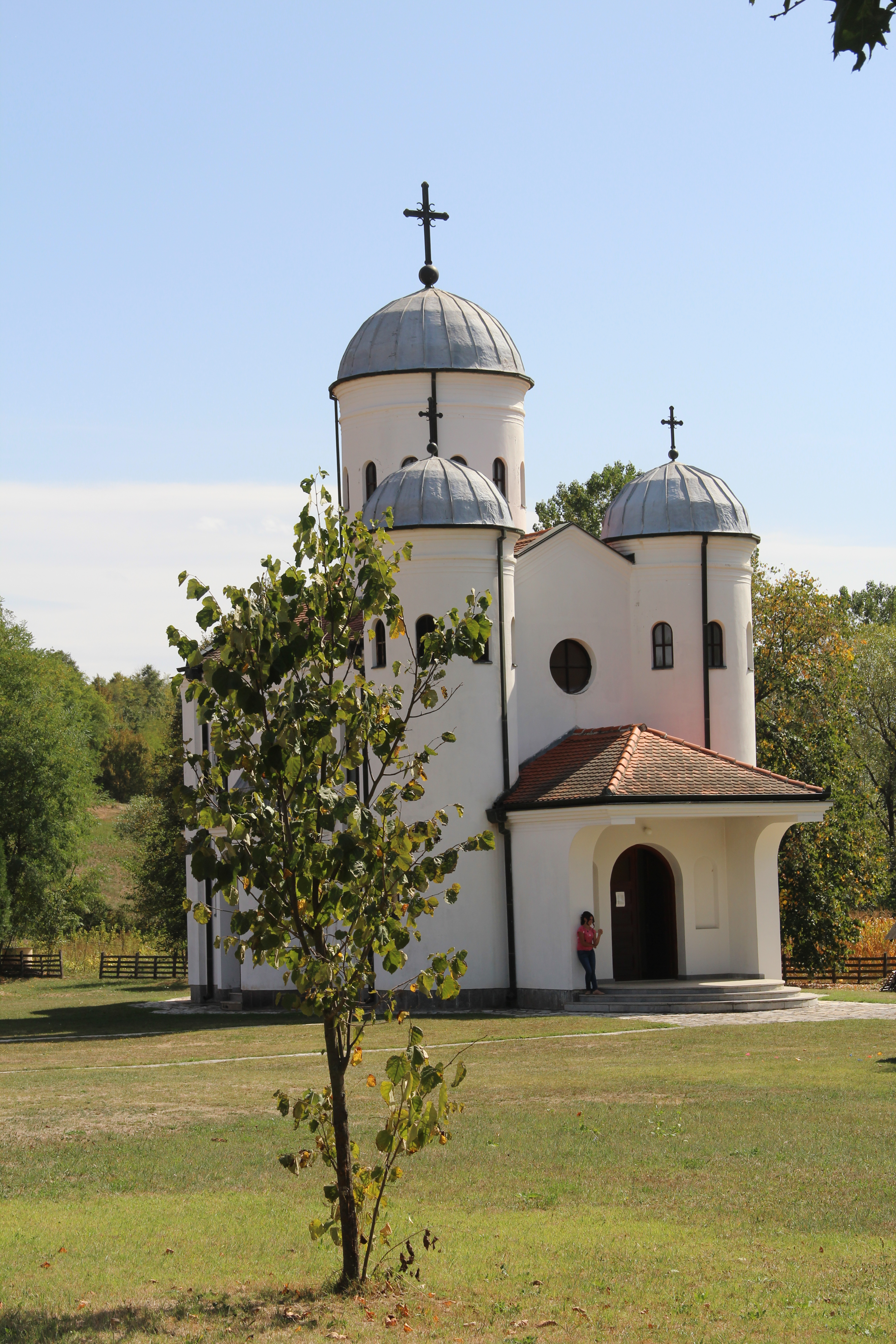
Babina Luka - cerkev
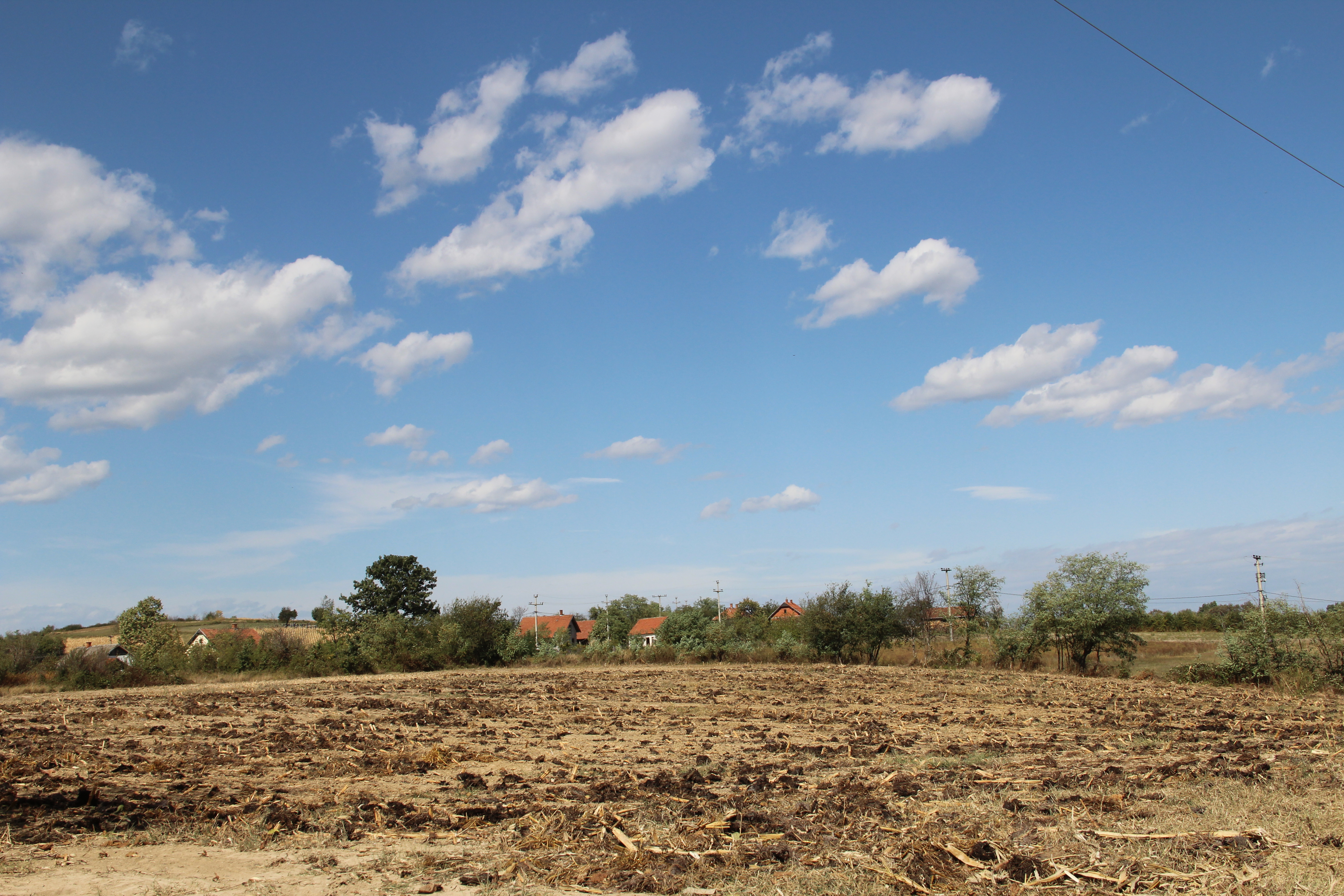
Babina Luka - Panorama
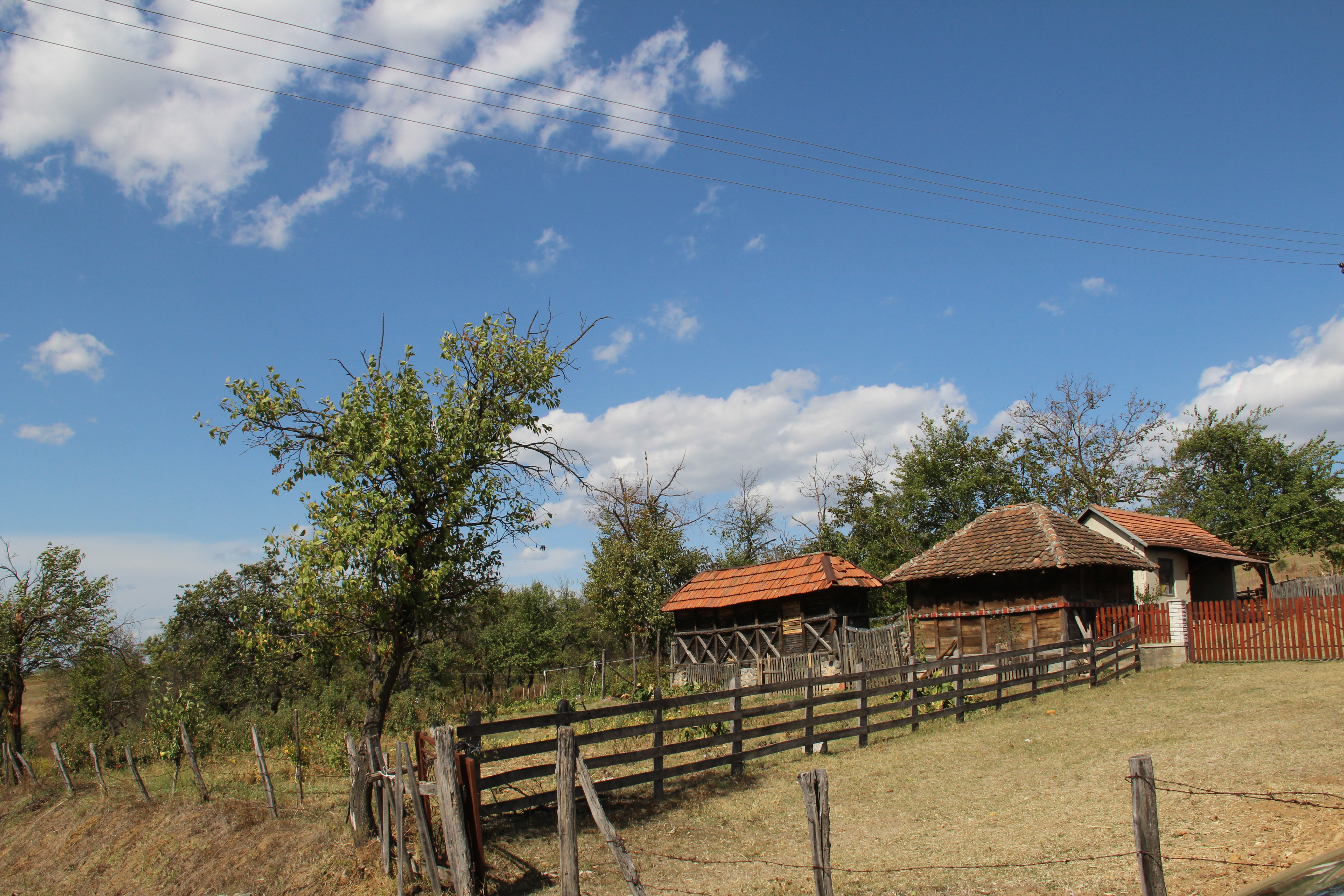
Babina Luka - Panorama
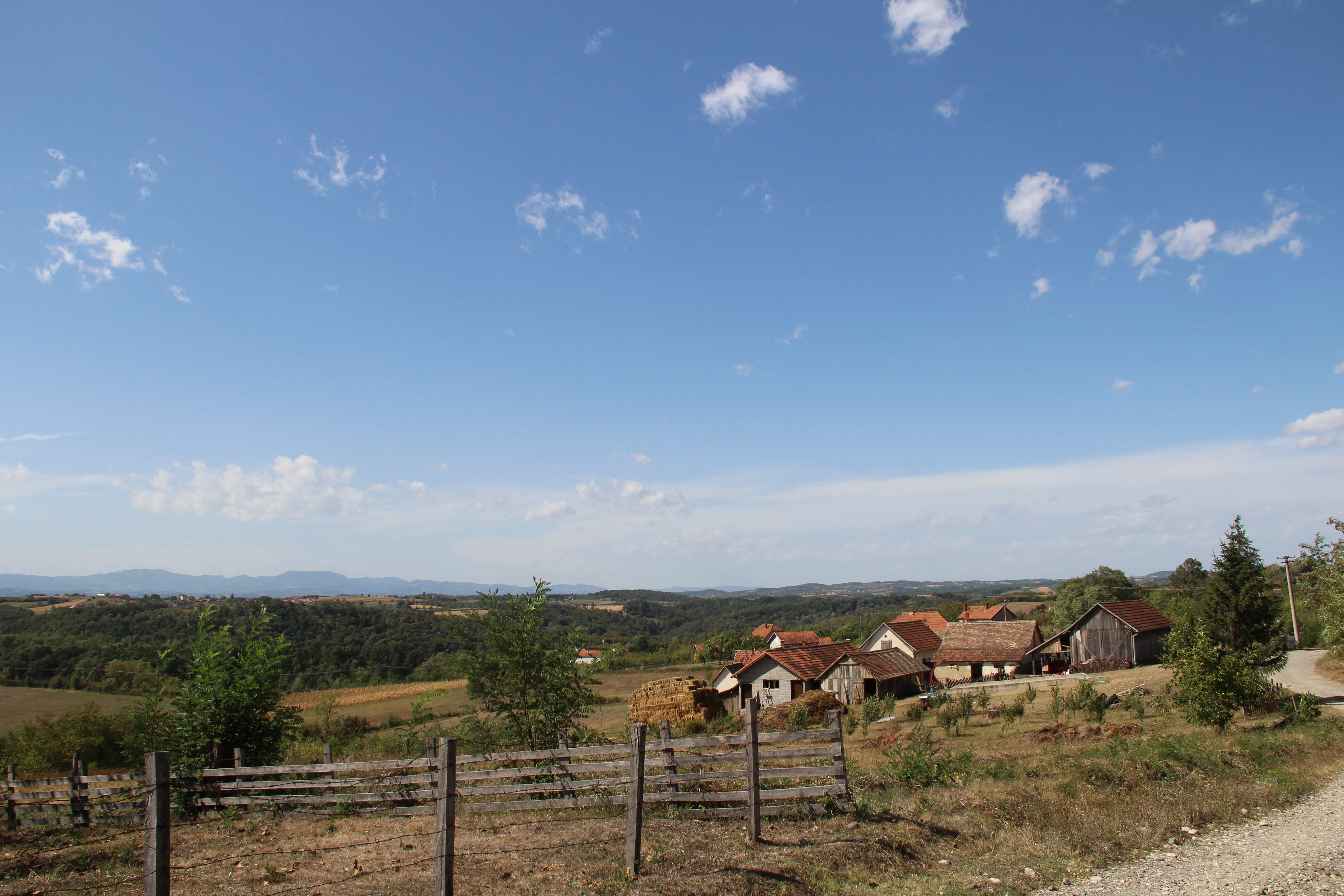
Babina Luka - Panorama
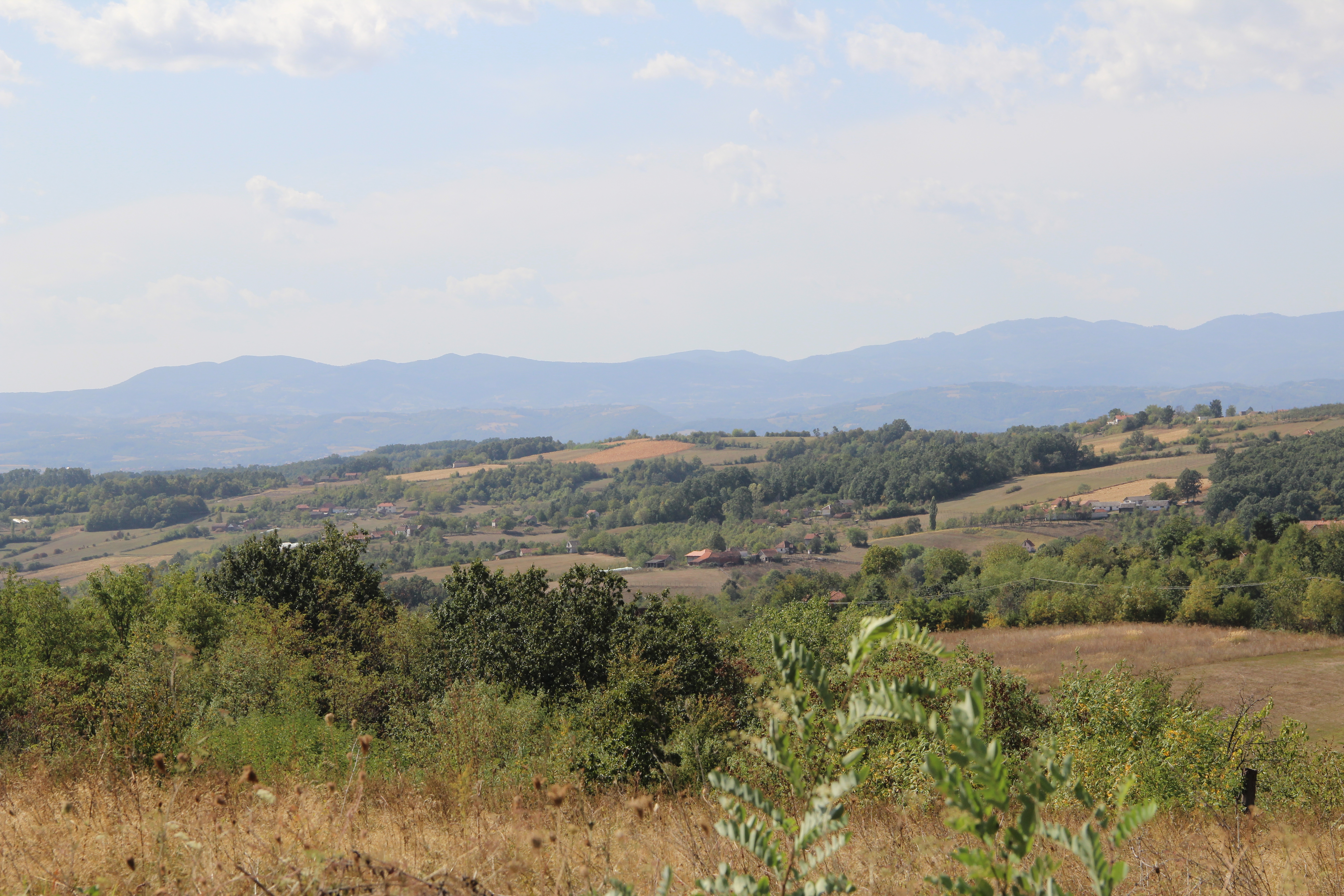
Babina Luka - Panorama
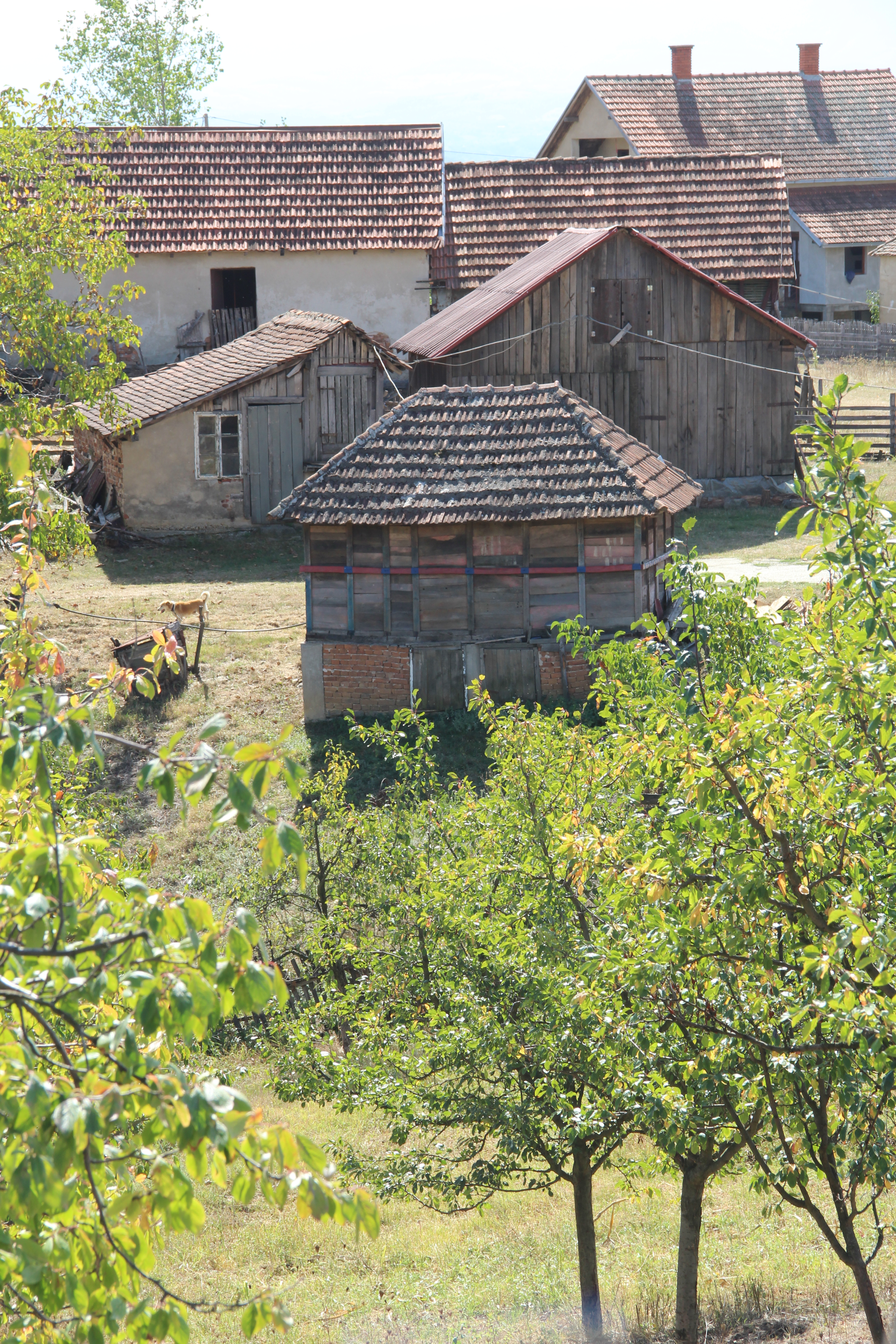
Babina Luka - Panorama
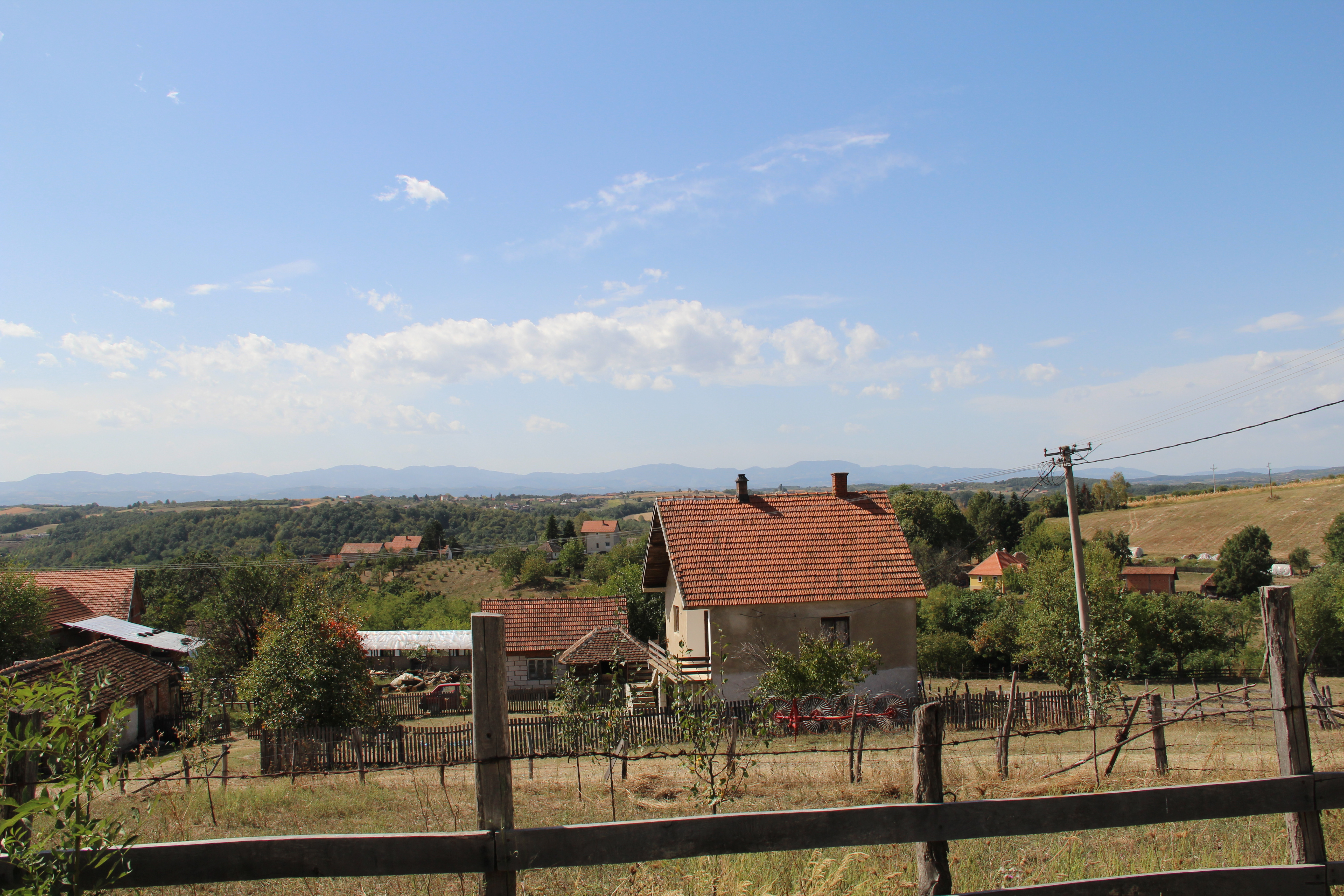
Babina Luka - Panorama
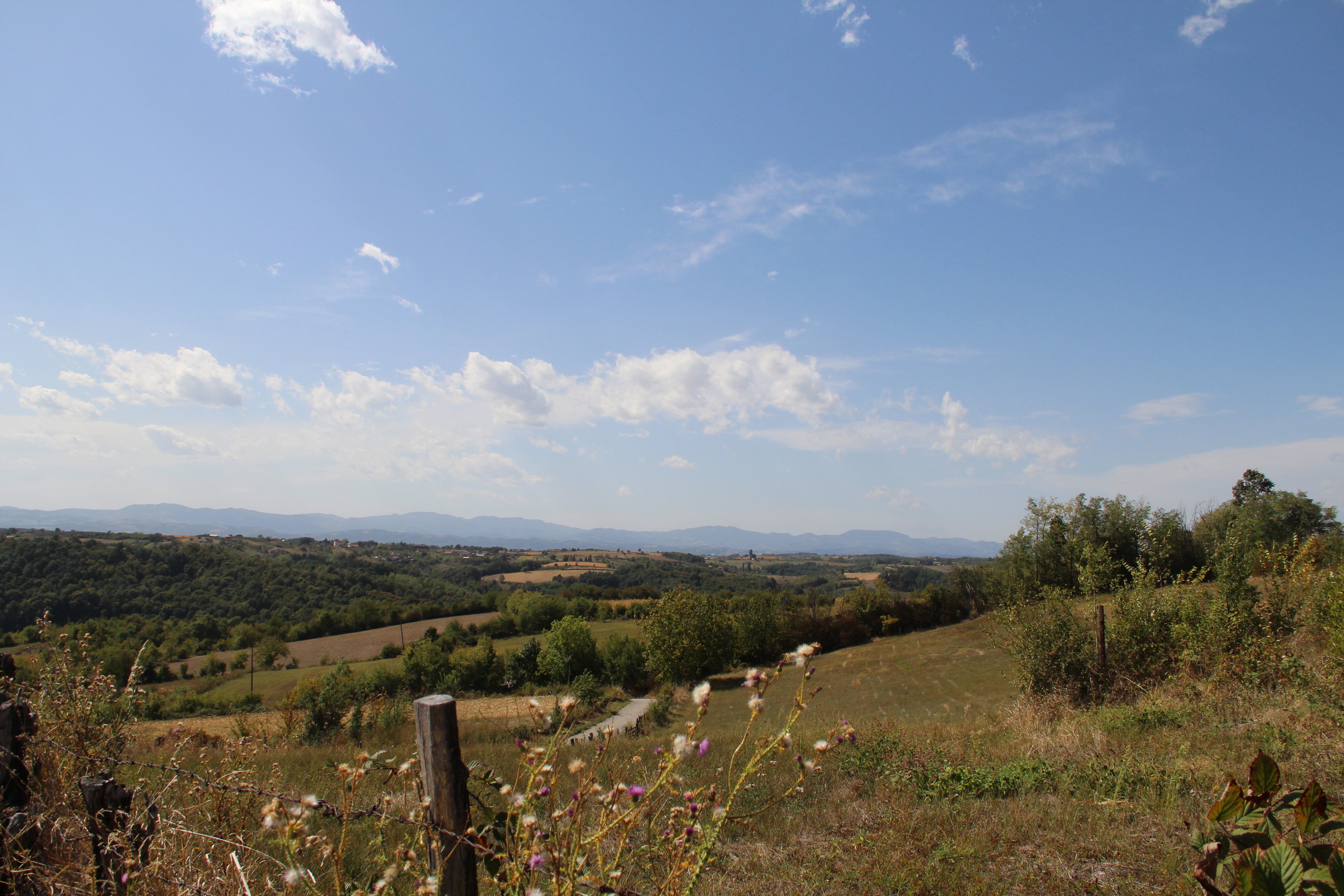
Babina Luka - Panorama
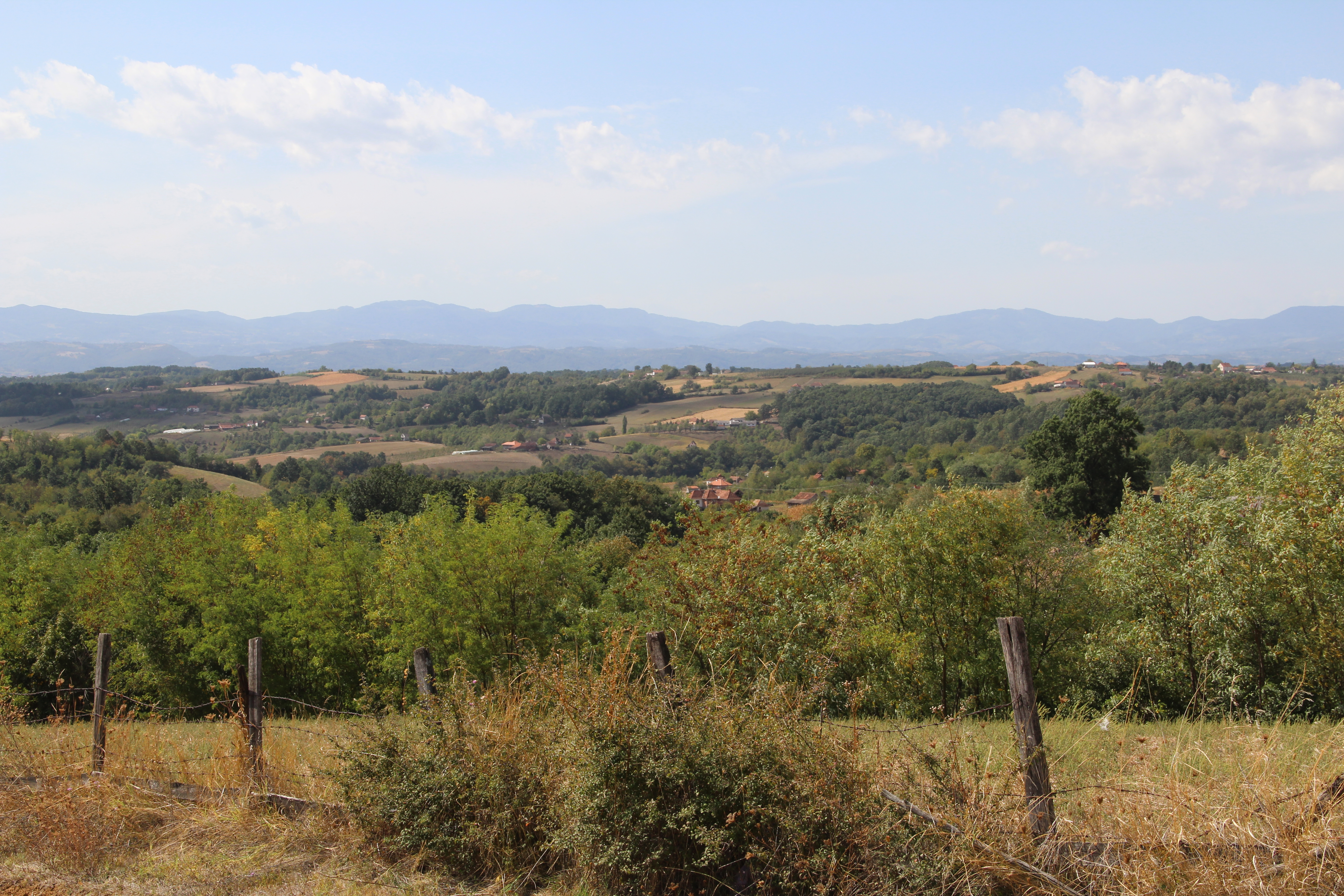
Babina Luka - Panorama
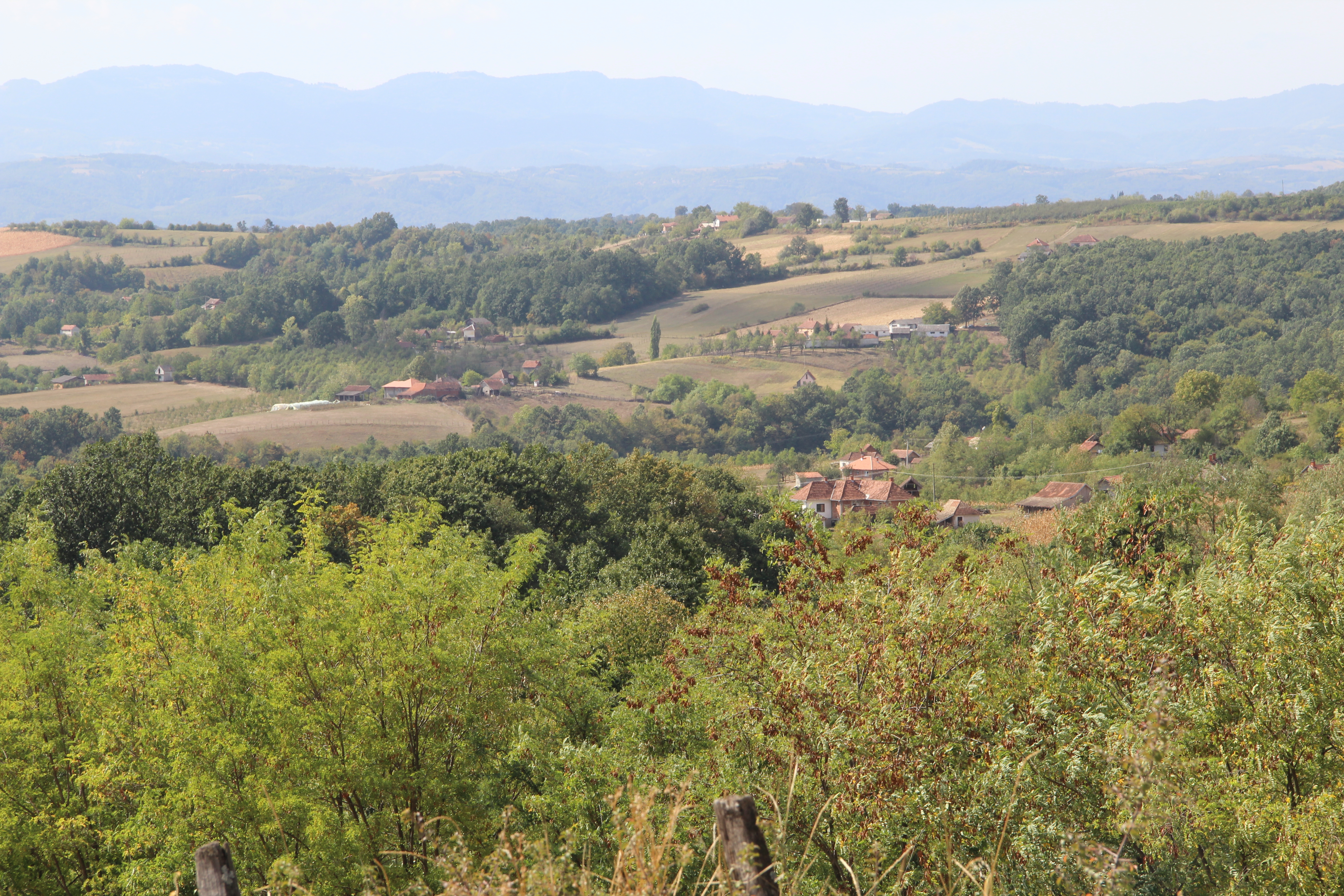
Babina Luka - Panorama

## Demografia
| 1948  | 1953  | 1961  | 1971  | 1981  | 1991 | 2002 | 2011 |
| ----- | ----- | ----- | ----- | ----- | ---- | ---- | ---- |
| 1 225 | 1 284 | 1 182 | 1 139 | 1 012 | 865  | 772  | 599  |